# Mutton Bird Island (Tasmanien)
Mutton Bird Island ist eine Insel vor der Südwestküste Tasmaniens. Sie ist als größte der tasmanischen Mutton-Bird-Inseln deren Namensgeber. Der Name leitet sich von der englischen Bezeichnung der Sturmtaucher (engl.: mutton bird) ab.
Die Insel ist unbewohnt, hat eine Fläche von 44 Hektar und ihren höchsten Punkt bei 40 Metern über dem Meeresspiegel. Sie gehört zum Southwest-Nationalpark und ist somit Teil der Tasmanischen Wildnis, die im Jahre 1982 als UNESCO-Welterbe klassifiziert wurde. BirdLife International erklärte die Insel zu einer wichtigen Brutstätte für Meeresvögel. Im Jahr 2002 brüteten auf der Mutton-Bird-Insel 530.000 Paare Kurzschwanz-Sturmtaucher, 3.000 Paare Zwergpinguine, 2.500 Paare Feensturmvögel sowie eine kleinere Anzahl von Dickschnabelmöwen, Silberkopfmöwen und Ruß-Austernfischern. Auch verschiedene Skinke kommen auf der Insel vor.